# Carbamidezuur
Carbamidezuur, ook (verouderd) carbaminezuur genoemd, is een onstabiele verbinding die ontleedt in ammoniak en koolstofdioxide. Men kan het beschouwen als het monoamide van koolzuur. Zouten en esters van carbamidezuur zijn wel stabiel: zij worden carbamaten genoemd. De esters worden vaak als urethanen aangeduid en vooral de polymeren ervan (polyurethanen) bezitten talloze praktische toepassingen. Ammoniumcarbamaat is een voorbeeld van een carbamaatzout. De eenvoudigste carbamaatester is methylcarbamaat.
Het radicaal van het zuur wordt carbamoyl (soms carbamyl) genoemd. Voorbeelden van carbamoylverbindingen zijn carbamoylchloride en carbamoylfosfaat. Dit laatste speelt een rol in de stofwisselingscyclus waarin ammoniak omgezet wordt in ureum.

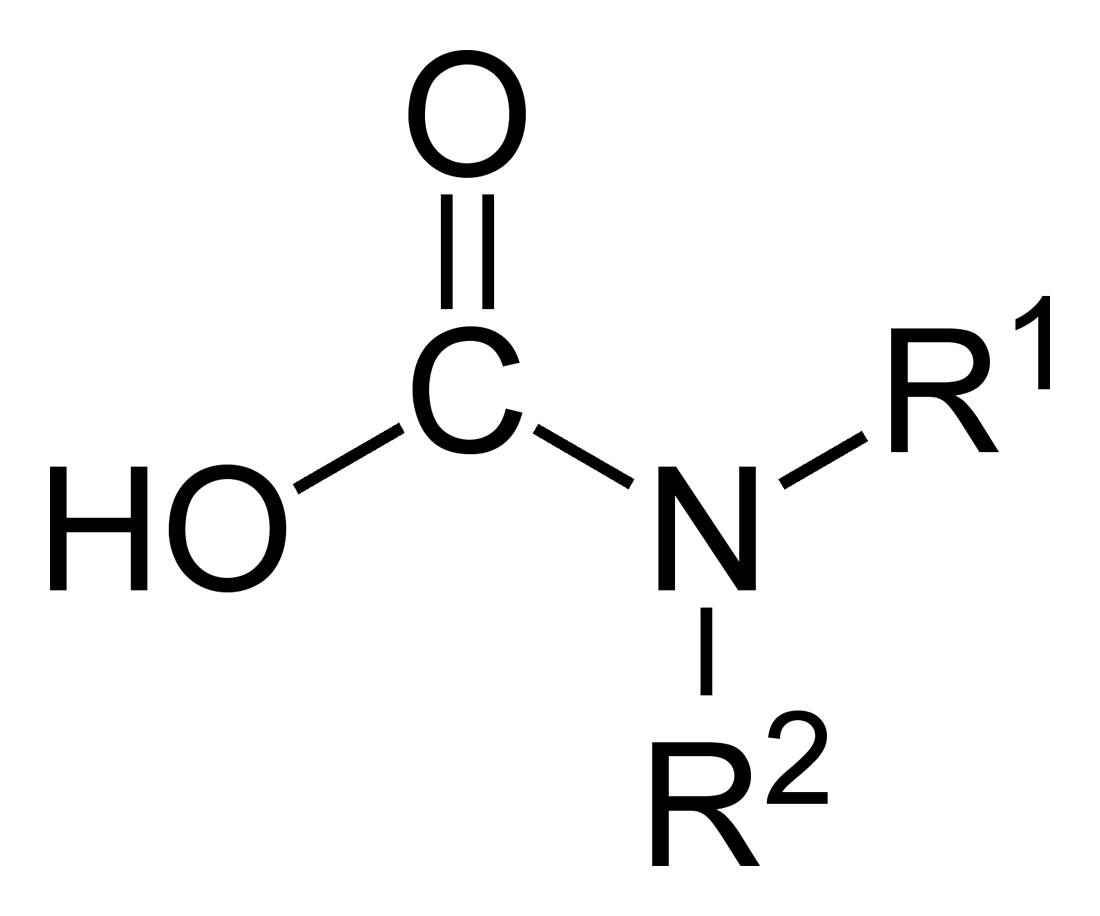
Algemene structuurformule van een carbamidezuur
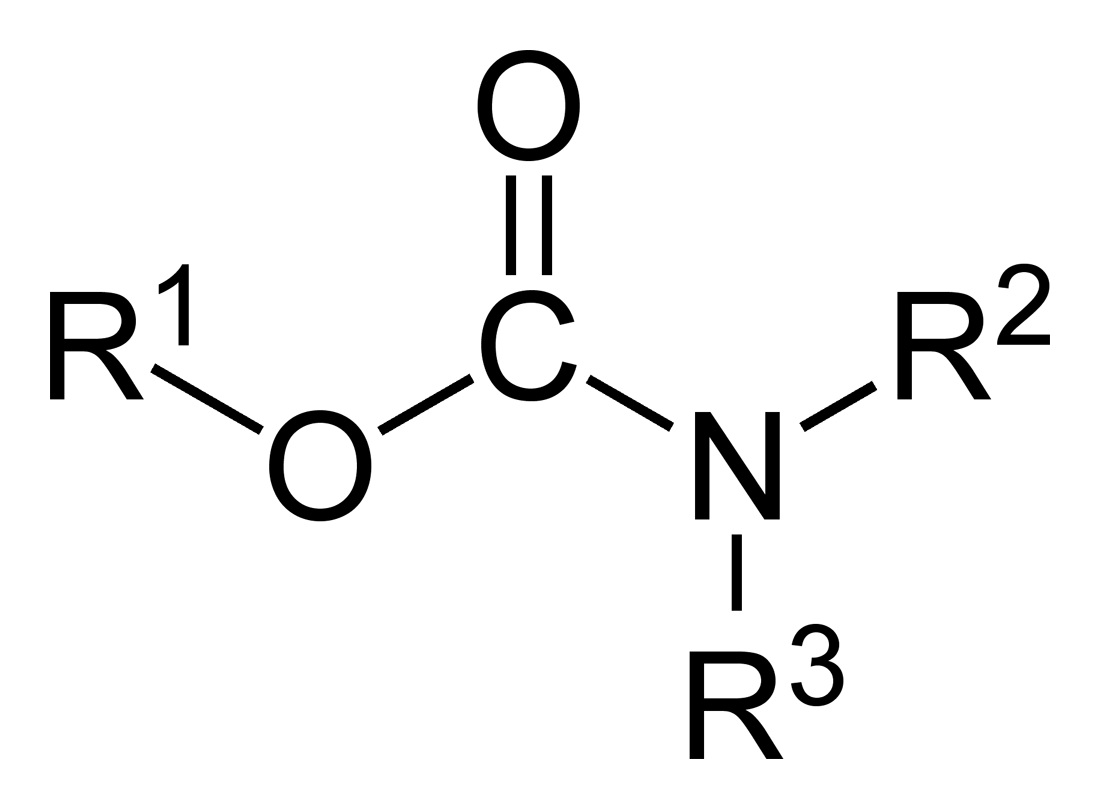
Algemene structuurformule van een carbamaat
Algemene structuurformule van een carbamoylverbinding